# 守明子
守 明子（もり あきこ、AKIKO MORI、1950年 - ）は、日本の研究者。名古屋工業大学大学院教授。
専門は、建築材料、人間工学。

## 人物・経歴
1950年生まれ。九州大学卒業。九州大学大学院修了。
通商産業省工業技術院九州工業技術研究所主任研究官を経て、名古屋工業大学大学院工学研究科社会工学専攻教授。

## 学会活動
- 日本建築学会、日本コンクリート工学協会、無機マテリアル学会、日本材料学会

## 受賞
- 1996年 科学技術庁長官賞研究功績者賞
- 2000年 日本建築学会賞（論文）
- 2004年 日本建築仕上学会論文賞
- 2006年 三井住友海上福祉財団賞（高齢者福祉部門）